# NGC 3319
NGC 3319 (również PGC 31671 lub UGC 5789) – galaktyka spiralna z poprzeczką (SBc), znajdująca się w gwiazdozbiorze Wielkiej Niedźwiedzicy. Odkrył ją William Herschel 3 lutego 1788 roku.